# Liga Nacional de Guatemala 1988-89
La Liga Nacional de Guatemala 1988/89 es el trigésimo séptimo torneo de Liga de fútbol de Guatemala. El campeón del torneo fue el Municipal, consiguiendo su décimo segundo título de liga.

## Formato
El formato del torneo era de todos contra todos a dos vueltas, donde los primeros cuatro lugares clasificaban a una cuadrangular por el título, el campeón se definía entre el campeón de la fase regular y el campeón de la cuadrangular, mediante partido final en cancha neutral.  El último lugar de la fase de clasificación descendería a la categoría inmediata inferior.
Por ganar el partido se otorgaban 2 puntos, si era empate era un punto, por perder el partido no se otorgaban puntos.

## Equipos participantes
| Club                     | Ciudad              | Departamento   | Estadio                            |
| ------------------------ | ------------------- | -------------- | ---------------------------------- |
| Aurora                   | Ciudad de Guatemala | Guatemala      | Estadio del Ejército               |
| Bandegua                 | Morales             | Izabal         | Estadio Del Monte                  |
| Cobán Imperial           | Cobán               | Alta Verapaz   | Estadio José Ángel Rossi           |
| Comunicaciones           | Ciudad de Guatemala | Guatemala      | Estadio Mateo Flores               |
| Chiquimulilla            | Chiquimulilla       | Santa Rosa     | Estadio Los Conacastes             |
| Galcasa                  | Villa Nueva         | Guatemala      | Estadio Galcasa de Villa Nueva     |
| Izabal Juventud Católica | Puerto Barrios      | Izabal         | Estadio Roy Fearon                 |
| Jalapa                   | Jalapa              | Jalapa         | Estadio Edilberto Bonilla          |
| Juventud Retalteca       | Retalhuleu          | Retalhuleu     | Estadio Óscar Monterroso Izaguirre |
| Municipal                | Ciudad de Guatemala | Guatemala      | Estadio Mateo Flores               |
| Suchitepéquez            | Mazatenango         | Suchitepéquez  | Estadio Carlos Salazar Hijo        |
| Xelajú MC                | Quetzaltenango      | Quetzaltenango | Estadio Mario Camposeco            |

### Equipos por Departamento
| Departamento                                      | N.º | Equipos                                     |
| ------------------------------------------------- | --- | ------------------------------------------- |
| Alta Verapaz                                      | 1   | Cobán Imperial                              |
| Guatemala                                         | 4   | Aurora, Comunicaciones, Galcasa, Municipal. |
| Izabal                                            | 2   | Bandegua, Izabal JC.                        |
| Jalapa                                            | 1   | Deportivo Jalapa                            |
| Quetzaltenango                                    | 1   | Xelajú MC.                                  |
| Archivo:Coat of arms of Retalhuleu.gif Retalhuleu | 1   | Juventud Retalteca                          |
| Santa Rosa                                        | 1   | Deportivo Chiquimulilla                     |
| Suchitepéquez                                     | 1   | Suchitepéquez                               |

## Posiciones
|  | Pos. | Equipos                  | PJ | PG | PE | PP | GF | GC | Dif. | PTS | Clasificación                              |
|  | ---- | ------------------------ | -- | -- | -- | -- | -- | -- | ---- | --- | ------------------------------------------ |
|  | 1º   | Municipal                | 33 | 18 | 9  | 6  | 49 | 24 | +25  | 45  | Final del campeonato - Cuadrangular final  |
|  | 2º   | Aurora                   | 33 | 12 | 14 | 7  | 47 | 32 | +15  | 38  | Cuadrangular final                         |
|  | 3º   | Bandegua                 | 33 | 11 | 16 | 6  | 39 | 35 | +4   | 38  | Cuadrangular final                         |
|  | 4º   | Comunicaciones           | 33 | 11 | 14 | 8  | 35 | 26 | +9   | 36  | Cuadrangular final                         |
|  | 5º   | Suchitepéquez            | 33 | 12 | 10 | 11 | 36 | 37 | -1   | 34  |                                            |
|  | 6º   | Galcasa                  | 33 | 9  | 15 | 9  | 40 | 38 | +2   | 33  |                                            |
|  | 7º   | Izabal Juventud Católica | 33 | 9  | 13 | 11 | 30 | 31 | -1   | 31  |                                            |
|  | 8º   | Xelajú MC                | 33 | 8  | 14 | 11 | 32 | 37 | -5   | 30  |                                            |
|  | 9°   | Juventud Retalteca       | 33 | 10 | 8  | 15 | 39 | 46 | -7   | 28  |                                            |
|  | 10º  | Jalapa                   | 33 | 8  | 12 | 13 | 26 | 38 | -12  | 28  |                                            |
|  | 11°  | Chiquimulilla            | 33 | 9  | 10 | 14 | 38 | 54 | -16  | 28  |                                            |
|  | 12°  | Cobán Imperial           | 33 | 7  | 13 | 13 | 31 | 44 | -13  | 27  | Descendido a la Primera División B 1989-90 |
|  |      |                          |    |    |    |    |    |    |      |     |                                            |

## Fase final
|                                                   | Pos. | Equipos        | PJ | PG | PE | PP | GF | GC | Dif. | PTS | Clasificación        |
| ------------------------------------------------- | ---- | -------------- | -- | -- | -- | -- | -- | -- | ---- | --- | -------------------- |
|                                                   | 1º   | Municipal      | 6  | 4  | 2  | 0  | 6  | 2  | +4   | 10  | Final del campeonato |
|                                                   | 2º   | Aurora         | 6  | 3  | 1  | 2  | 7  | 4  | +3   | 7   |                      |
|                                                   | 3º   | Comunicaciones | 6  | 2  | 1  | 3  | 4  | 3  | +1   | 5   |                      |
|                                                   | 4º   | Del Monte      | 6  | 0  | 2  | 4  | 4  | 12 | -8   | 2   |                      |
| Municipal campeón absoluto al ganar las dos fases |      |                |    |    |    |    |    |    |      |     |                      |

## Campeón
| Campeón Temporada 1988-89 |
| Municipal 12º Título      |
| ------------------------- |

## Torneos internacionales
|  | Pos. | Equipos        | PJ | PG | PE | PP | GF | GC | Dif. | PTS | Clasificación                                        |
|  | ---- | -------------- | -- | -- | -- | -- | -- | -- | ---- | --- | ---------------------------------------------------- |
|  | 1º   | Municipal      | 6  | 4  | 2  | 0  | 6  | 2  | +4   | 10  | Copa de Campeones de la Concacaf 1989 - Segunda fase |
|  | 2º   | Aurora         | 6  | 3  | 1  | 2  | 7  | 4  | +3   | 7   | Copa de Campeones de la Concacaf 1989 - Segunda fase |
|  | 3º   | Comunicaciones | 6  | 2  | 1  | 3  | 4  | 3  | +1   | 5   |                                                      |
|  | 4º   | Del Monte      | 6  | 0  | 2  | 4  | 4  | 12 | -8   | 2   |                                                      |
|  |      |                |    |    |    |    |    |    |      |     |                                                      |